# Усохи (Ветковский район)
Усохи (бел. Усохі) — упразднённый посёлок в Светиловичском сельсовете Ветковского района Гомельской области Белоруссии.

## География

### Расположение
В 26 км на север от Ветки, 48 км от Гомеля.

### Гидрография
Река Нёманка (приток реки Сож). На юге мелиоративный канал.

## Транспортная сеть
Транспортные связи по просёлочной, затем автомобильной дороге Светиловичи — Гомель. Планировка состоит из почти прямолинейной улицы, застроенной деревянными домами усадебного типа.

## История
Основан в конце XIX века в Речковской волости Гомельского уезда. В начале XX века начала работать мельница. В 1931 году жители вступили в колхоз. 3 жителя погибли на фронтах Великой Отечественной войны. В 1959 году входил в состав совхоза «Восточный» (центр — деревня Акшинка).
В результате катастрофы на Чернобыльской АЭС и радиационного загрязнения жители (84 семьи) переселены в 1992 году в чистые места.
Официально упразднён в 2011 году.

## Население

### Численность
- 2010 год — жителей нет.

### Динамика
- 1959 год — 100 жителей (согласно переписи).
- 1992 год — жители (84 семьи) переселены.